# Самба-Майела, Сирена
Сирена Самба-Майела (фр. Cyréna Samba-Mayela; род. 31 октября 2000, Шампиньи-сюр-Марн) — французская легкоатлетка, которая специализируется в беге на короткие дистанции с барьерами. Чемпионка мира 2022 года в беге на 60 метров с барьерами в помещениях, чемпионка Европы 2024 года в беге на 100 метров с барьерами.

## Спортивная карьера
В 2021 году приняла участие на молодёжном чемпионате Европы, который проходил в Таллине. В беге на 100 метров с барьерами стала серебряным призёром.
В 2022 году приняла участие в чемпионате мира в помещениях, в Белграде. В беге на 60 метров с барьерами с результатом 7,78 сек стала чемпионкой. На летнем чемпионате мира в США, заняла итоговое 28-е место. В Мюнхене, на чемпионате Европы, заняла седьмое место с результатом 13,05.
В 2024 году, с результатом 7,74 в беге на 60 метров с барьерами завоевала серебряную медаль на чемпионате мира в помещениях в Глазго.
В июне 2024 года на чемпионате Европы по лёгкой атлетике в Риме завоевала золото на дистанции 100 метров с барьерами с рекордом чемпионатов 12,31 сек.

## Достижения
- Чемпионка Франции в беге на 100 метров с барьерами — 2020, 2021;
- Чемпионка Франции в беге на 60 метров с барьерами в помещении — 2020.